# Saba comorensis
Saba comorensis là một loài thực vật có hoa trong họ La bố ma. Loài này được (Bojer ex A.DC.) Pichon miêu tả khoa học đầu tiên năm 1953.

## Hình ảnh

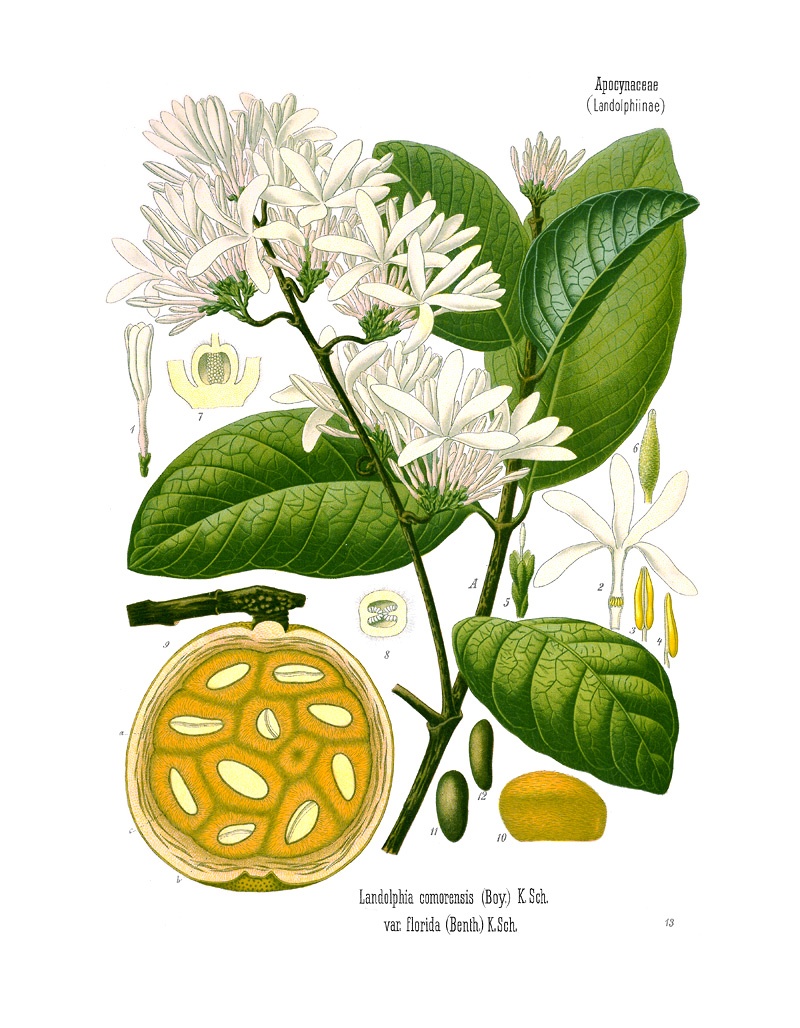
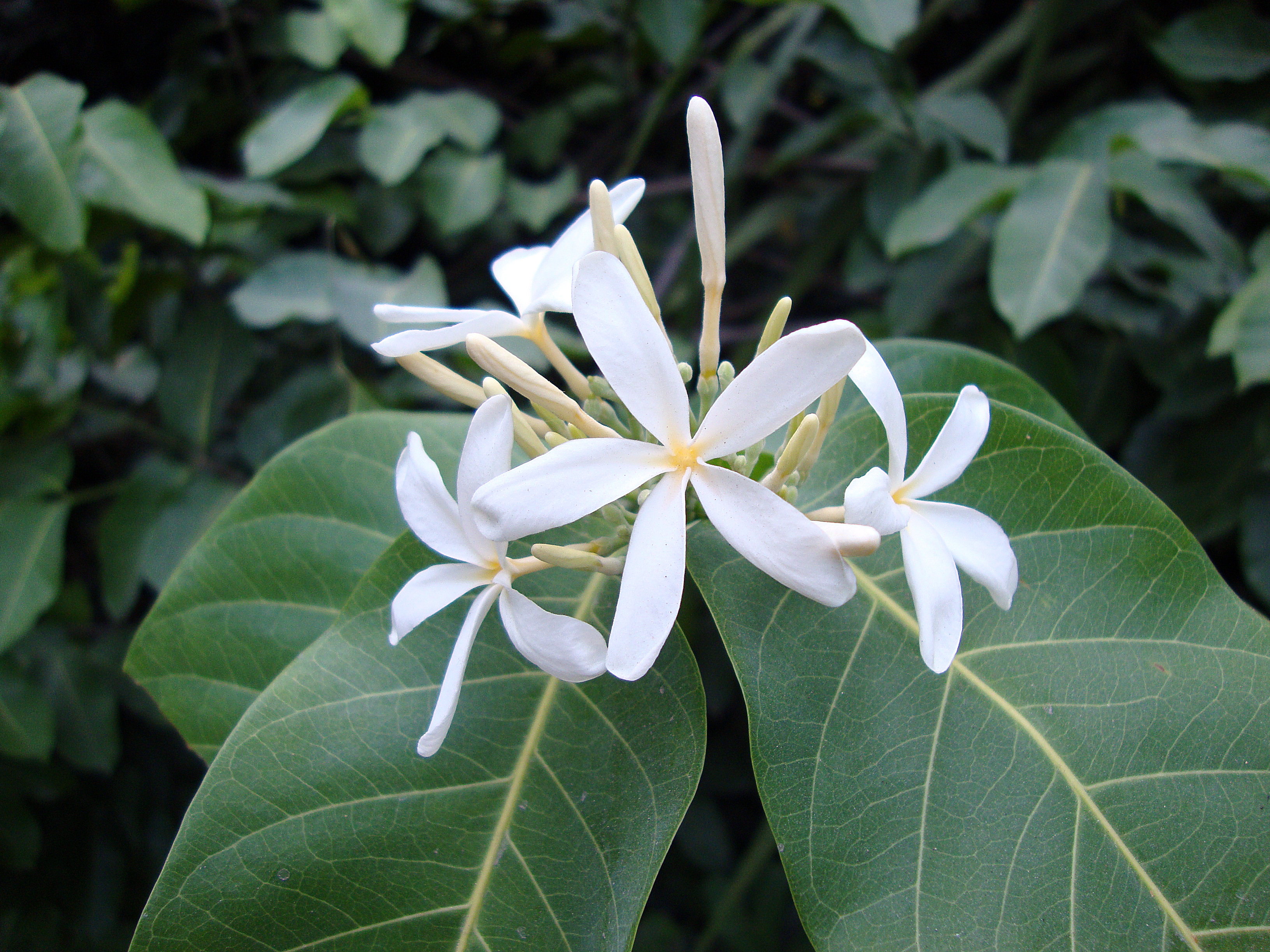